# Ealing
Ealing és un districte de Londres. El districte limita amb Hillingdon a l'oest, Harrow i Brent al nord, Hammersmith and Fulham a l'est i Hounslow al sud. Es va constituir el 1965 de les àrees d'Ealing, Southall i Acton de Middlesex.

## Veïns il·lustres
- Herbert Oakeley (1830-1903), organista i compositor
- Louis Melville Milne-Thomson (1891-1974), matemàtic

## Barris
El districte d'Ealing està compost pels següents barris.
| - Acton - Dormer's Wells - Ealing - East Acton - Greenford - Hanwell - North Acton | - Northolt - Norwood Green - Perivale - South Acton - Southall - West Ealing - Park Royal |